# Фернандо Ансурес (граф Кастилії)
Фернандо Ансурес (ісп. Fernando Ansúrez; пом. після 929) — граф Кастилії і Бургоса.

## Життєпис
Фернандо Ансурес належав до родини, члени якої в середині IX століття очолили заселення гірського району Ока, став засновником поселень Вільянасур і Вільясур. Про життя Фернандо Ансуреса до 916 року жодних відомостей не збереглось. Того ж року в хартії, датованій 27 серпня монастирю Сан-Педро-де-Карденья, він вперше згаданий як граф Кастилії. Подробиці передачі влади від попереднього графа Кастилії Гонсало Фернандеса до Фернандо Ансуреса наразі не відомі.
Перше правління Фернандо Ансуреса в Кастилії збіглося в часі з активізацією військових дій між іспанськими християнами на чолі з королем Ордоньйо II та маврами, яких очолював емір Кордови Абд ар-Рахман III. Кастилія, як прикордонна область Леонського королівства, була основною метою вторгнень мусульман. Вже 916 року, у відповідь на похід короля Леону на Мериду, маври під командуванням Ахмада ібн Мухаммада ібн Абу Абда здійснили набіг на Кастилію й захопили там багату здобич.
917 року Абд Ар-Рахман III зібрав велике військо, прийнявши до нього воїнів не лише з мусульманської Іспанії, але й з Африки. Похід очолили Ахмад ібн Мухаммад ібн Абу Абд та аль-Хуліт Абулхабат. Вийшовши 2 серпня з Кордови, й 1 чи 2 вересня сягнувши річки Дору, військо маврів вторглось до Кастилії та взяло в облогу Сан-Естебан-де-Гормас. Однак 4 вересня мусульмани зазнали раптової атаки християн на чолі з Ордоньйо II та почали тікати. В результаті битви й подальшого переслідування загинуло багато маврів (у тому числі й Ахмад ібн Мухаммад ібн Абу Абд). Аль-Хуліт Абулхабат був узятий в полон і за наказом короля Леону страчений, а його голова була виставлена на стіні фортеці Сан-Естебан-де-Гормас. Та поразка не зупинила набіги маврів, і 918 року вони здійснили напад на кастильську фортецю Мутунья.
920 року, у відповідь на невпинні походи короля Леону Ордоньйо II та його союзника короля Наварри Санчо I, емір Кордови Абд Ар-Рахман III оголосив священну війну християнам, знову зібрав значне військо, особисто очолив його й 4 червня вирушив у похід. На початку липня військо маврів вторглось до Кастилії й 8 липня захопило Осму. За таких обставин низка кастильських графів відрядили посольства до Абд Ар-Рахмана III з пропозицією в обмін на мир визнати над собою верховну владу еміра Кордови. Відповіді посли так і не отримали. Більше того, маври й далі розграбовували Кастилію та в найближчі дні захопили та зруйнували кілька кастильських міст, у тому числі Сан-Естебан-де-Гормас (9 липня), Бургос (10 липня), Клунію (11 липня), Калаорру (21 липня) і фортецю Каркар (22 липня). 26 липня під Вальдехункером Абд Ар-Рахман III завдав нищівної поразки об'єднаному війську королів Ордоньйо II та Санчо I. Упродовж наступного місяця військо маврів грабувало прикордонні області Наварри та Леону. Залишивши у кількох захоплених фортецях мусульманські гарнізони, Абд Ар-Рахман III 2 вересня з тріумфом повернувся до Кордови.
Ордоньйо II звинуватив у поразці під Вальдехункером кастильських графів, які не привели свої загони, незважаючи на заклик короля. Останній оголосив про позбавлення Фернандо Ансуреса титула графа Кастилії. У відповідь кастильська знать зібралась у Бургосі, маючи намір підбурити заколот. Довідавшись про це, Ордоньйо II запросив змовників на перемовини. Там графи Нуньйо Фернандес, Родріго Діас Аболмондар Албо і його син Дієго, а також Фернандо Ансурес, були взяті під варту. Відповідно до переказів Родріго Діас Аболмондар і його син були страчені, однак видана ними хартія 924 року свідчить, що король їх пробачив. Фернандо Ансурес був відправлений в ув'язнення до Леона, але невдовзі був звільнений. Виправдавшись перед королем, Нуньйо Фернандес став новим графом Кастилії.
Після звільнення з ув'язнення Фернандо Ансурес і далі жив у Леоні. Збереглась видана ним дарувальна хартія монастирю Сан-Педро-де-Карденья від 4 березня 921 року.
926 року граф Нуньйо Фернандес у боротьбі за престол Королівства Леон підтримав Альфонсо Фройласа, втім перемогу в міжусобній війні здобули сини Ордоньйо II, один з яких, Альфонсо IV, став королем. Новим графом Кастилії знову став Фернандо Ансурес, однак від графства було відокремлено Бургос, графом якого став Гутьєр Нуньєс, який у подальшому став наступником Фернандо Ансуреса. Останній згадується в якості графа Кастилії тільки в двох хартіях 929 року (остання датована 24 листопада). Про подальшу долю Фернандо Ансуреса жодних відомостей не збереглось.

## Родина
Фернандо Ансурес був одружений з Муніадонною (пом. між 919 і 929 роками). Її походження точно не відоме, втім припускають, що вона була дочкою графа Муньйо Нуньєса та вдовою короля Леону Гарсії I. Від того шлюбу у Фернандо Ансуреса народився єдиний син Ансур Фернандес, граф Кастилії у 944—945 роках.